# Lista siturilor arheologice din județul Alba - L
Lista siturilor arheologice din județul Alba - L conține toate siturile arheologice din județul Alba înscrise în Repertoriul Arheologic Național (RAN) și aflate în localități al căror nume începe cu litera L. RAN este administrat de Ministerul Culturii și Patrimoniului Național și cuprinde date științifice, cartografice, topografice, imagini și planuri, precum și orice alte informații privitoare la zonele cu potențial arheologic, studiate sau nu, încă existente sau dispărute.
Puteți căuta un sit din localitățile care încep cu litera L folosind formularul de mai jos sau puteți naviga prin toate siturile din județ la Lista siturilor arheologice din județul Alba.
| Cuprins                                                       |
| ------------------------------------------------------------- |
| Top - A B C D E F G H I J K L M N O P Q R S Ș T Ț U V W X Y Z |

| Cod RAN                                 | Denumire | Localitate                            | Adresă                                      | Datare                                  | Descoperit | Coordonate                                    | Imagine           | Erori            |
| --------------------------------------- | --- | ------------------------------------- | ------------------------------------------- | --------------------------------------- | ---------- | --------------------------------------------- | ----------------- | ---------------- |
| 5176.01.01 (Cod LMI: AB-I-m-B-00049.02) | Situl arheologic de la Livezile - "Dealu Baia" / ansamblu anonim (Categorie: descoperire funerară) (Tip: Necropolă tumulară)                                            | sat Livezile, comuna Livezile         | Dealu Baia                                  |                                         |            |                                               | Încărcați imagine | Raportați eroare |
| 5176.01.02 (Cod LMI: AB-I-m-B-00049.01) | Situl arheologic de la Livezile - "Dealu Baia" / ansamblu anonim (Categorie: descoperire funerară) (Tip: Așezare)                                                       | sat Livezile, comuna Livezile         | Dealu Baia                                  |                                         |            |                                               | Încărcați imagine | Raportați eroare |
| 5176.01.03 (Cod LMI: AB-I-s-B-00049)    | Situl arheologic de la Livezile - "Dealu Baia" / ansamblu anonim (Categorie: descoperire funerară) (Tip: Așezare)                                                       | sat Livezile, comuna Livezile         | Dealu Baia                                  |                                         |            |                                               | Încărcați imagine | Raportați eroare |
| 5229.01.01 (Cod LMI: AB-I-m-B-00050.04) | Situl arheologic de la Lopadea Nouă - "Gorgan" / ansamblu anonim (Categorie: locuire civilă) (Tip: Așezare)                                                             | sat Lopadea Nouă, comuna Lopadea Nouă | Gorgan                                      |                                         |            |                                               | Încărcați imagine | Raportați eroare |
| 5229.01.02 (Cod LMI: AB-I-m-B-00050.03) | Situl arheologic de la Lopadea Nouă - "Gorgan" / ansamblu anonim (Categorie: locuire civilă) (Tip: Așezare)                                                             | sat Lopadea Nouă, comuna Lopadea Nouă | Gorgan                                      |                                         |            |                                               | Încărcați imagine | Raportați eroare |
| 5229.01.03 (Cod LMI: AB-I-m-B-00050.01) | Situl arheologic de la Lopadea Nouă - "Gorgan" / ansamblu anonim (Categorie: locuire civilă) (Tip: Așezare)                                                             | sat Lopadea Nouă, comuna Lopadea Nouă | Gorgan                                      |                                         |            |                                               | Încărcați imagine | Raportați eroare |
| 5229.01.04 (Cod LMI: AB-I-m-B-00050.02) | Situl arheologic de la Lopadea Nouă - "Gorgan" / ansamblu anonim (Categorie: locuire civilă) (Tip: Necropolă)                                                           | sat Lopadea Nouă, comuna Lopadea Nouă | Gorgan                                      |                                         |            |                                               | Încărcați imagine | Raportați eroare |
| 5229.01.05 (Cod LMI: AB-I-s-B-00050)    | Situl arheologic de la Lopadea Nouă - "Gorgan" / ansamblu anonim (Categorie: locuire civilă) (Tip: Așezare)                                                             | sat Lopadea Nouă, comuna Lopadea Nouă | Gorgan                                      | Starčevo - Criș                         |            |                                               | Încărcați imagine | Raportați eroare |
| 5791.01.01 (Cod LMI: AB-I-s-B-00051)    | Așezări neo-eneolitice de la Lopadea Veche - "Jidovina" / ansamblu anonim (Categorie: locuire civilă) (Tip: Așezare)                                                    | sat Lopadea Veche, comuna Mirăslău    | Jidovina                                    | Starčevo - Criș                         |            |                                               | Încărcați imagine | Raportați eroare |
| 5791.01.02 (Cod LMI: AB-I-s-B-00051)    | Așezări neo-eneolitice de la Lopadea Veche - "Jidovina" / ansamblu anonim (Categorie: locuire civilă) (Tip: Așezare)                                                    | sat Lopadea Veche, comuna Mirăslău    | Jidovina                                    | Petrești                                |            |                                               | Încărcați imagine | Raportați eroare |
| 5176.02.01 (Cod LMI: AB-II-m-A-00244)   | Biserica medievală "Adormirea Maicii Domnului" de la Livezile / ansamblu Biserica "Adormirea Maicii Domnului" (Categorie: structură de cult/religioasă) (Tip: Biserică) | sat Livezile, comuna Livezile         | 58                                          | 1611, 1848                              |            |                                               | Încărcați imagine | Raportați eroare |
| 7918.01.01                              | Așezarea neo-eneolitică de la Lunca Târnavei- Borcioaie / ansamblu anonim (Categorie: locuire civilă) (Tip: Așezare)                                                    | sat Lunca Târnavei, comuna Șona       | Borcioaie                                   | Starčevo - Criș                         |            |                                               | Încărcați imagine | Raportați eroare |
| 7918.01.02                              | Așezarea neo-eneolitică de la Lunca Târnavei- Borcioaie / ansamblu anonim (Categorie: locuire civilă) (Tip: Așezare)                                                    | sat Lunca Târnavei, comuna Șona       | Borcioaie                                   | Petrești                                |            |                                               | Încărcați imagine | Raportați eroare |
| 5791.02.01                              | Biserica de piatră de la Lopadea Veche / ansamblu anonim (Categorie: structură de cult/religioasă) (Tip: Biserică)                                                      | sat Lopadea Veche, comuna Mirăslău    |                                             | sf. sec. XIII - XIX                     |            |                                               | Încărcați imagine | Raportați eroare |
| 3545.01.01 (Cod LMI: AB-II-m-A-00248)   | Biserica "Sf. Gheorghe" de la Lupșa / ansamblu Biserica "Sf. Gheorghe" (Categorie: structură de cult/religioasă) (Tip: Biserică)                                        | sat Lupșa, comuna Lupșa               |                                             | 1421                                    |            |                                               | Încărcați imagine | Raportați eroare |
| 3545.01.01 (Cod LMI: AB-II-m-A-00248)   | Biserica "Sf. Gheorghe" de la Lupșa / ansamblu Biserica "Sf. Gheorghe" / complex anonim (Categorie: structură de cult/religioasă) (Tip: turn clopotniță)                | sat Lupșa, comuna Lupșa               |                                             | sec. XVIII                              |            |                                               | Încărcați imagine | Raportați eroare |
| 3545.01.02 (Cod LMI: AB-II-m-A-00248)   | Biserica "Sf. Gheorghe" de la Lupșa / ansamblu Biserica "Sf. Gheorghe" (Categorie: structură de cult/religioasă) (Tip: Biserică)                                        | sat Lupșa, comuna Lupșa               |                                             | 1750                                    |            |                                               | Încărcați imagine | Raportați eroare |
| 3545.01.03 (Cod LMI: AB-II-m-A-00248)   | Biserica "Sf. Gheorghe" de la Lupșa / ansamblu Biserica "Sf. Gheorghe" (Categorie: structură de cult/religioasă) (Tip: Biserică)                                        | sat Lupșa, comuna Lupșa               |                                             | 1800-1810                               |            |                                               | Încărcați imagine | Raportați eroare |
| 1106.01.01                              | Situl arheologic de la Limba-Vărăria / ansamblu anonim (Categorie: locuire) (Tip: așezare)                                                                              | sat Limba, comuna Ciugud              | Vărăria                                     | Starcevo - Criș                         |            |                                               | Încărcați imagine | Raportați eroare |
| 1106.01.02                              | Situl arheologic de la Limba-Vărăria / ansamblu anonim (Categorie: locuire) (Tip: așezare)                                                                              | sat Limba, comuna Ciugud              | Vărăria                                     | Vinča                                   |            |                                               | Încărcați imagine | Raportați eroare |
| 1106.01.03                              | Situl arheologic de la Limba-Vărăria / ansamblu anonim (Categorie: locuire) (Tip: așezare)                                                                              | sat Limba, comuna Ciugud              | Vărăria                                     | Lumea Nouă                              |            |                                               | Încărcați imagine | Raportați eroare |
| 1106.01.04                              | Situl arheologic de la Limba-Vărăria / ansamblu anonim (Categorie: locuire) (Tip: Necropolă)                                                                            | sat Limba, comuna Ciugud              | Vărăria                                     | Vinča                                   |            |                                               | Încărcați imagine | Raportați eroare |
| 1106.01.05                              | Situl arheologic de la Limba-Vărăria / ansamblu anonim (Categorie: locuire) (Tip: așezare)                                                                              | sat Limba, comuna Ciugud              | Vărăria                                     | Gava                                    |            |                                               | Încărcați imagine | Raportați eroare |
| 1106.06.01                              | Situl arheologic de la Limba-Coliba Barbului / ansamblu anonim (Categorie: locuire) (Tip: așezare)                                                                      | sat Limba, comuna Ciugud              | Coliba Barbului                             | Vinča                                   |            |                                               | Încărcați imagine | Raportați eroare |
| 1106.06.02                              | Situl arheologic de la Limba-Coliba Barbului / ansamblu anonim (Categorie: locuire) (Tip: așezare)                                                                      | sat Limba, comuna Ciugud              | Coliba Barbului                             | Coțofeni                                |            |                                               | Încărcați imagine | Raportați eroare |
| 1106.04 (Cod LMI: AB-I-s-B-00035)       | Situl arheologic de la Limba - "Vărar" (Categorie: locuire civilă) (Tip: așezare)                                                                                       | sat Limba, comuna Ciugud              | Vărar                                       | sec. VII a. Chr                         | 1944       | 46°02′14″N 23°35′05″E / 46.03722°N 23.58472°E | Încărcați imagine | Raportați eroare |
| 1106.04.02 (Cod LMI: AB-I-s-B-00035)    | Situl arheologic de la Limba - "Vărar" / ansamblu anonim (Categorie: locuire civilă) (Tip: Așezare)                                                                     | sat Limba, comuna Ciugud              | Vărar                                       | Coțofeni                                | 1944       | 46°02′14″N 23°35′05″E / 46.03722°N 23.58472°E | Încărcați imagine | Raportați eroare |
| 1106.04.01 (Cod LMI: AB-I-s-B-00035)    | Situl arheologic de la Limba - "Vărar" / ansamblu anonim (Categorie: locuire civilă) (Tip: Așezare)                                                                     | sat Limba, comuna Ciugud              | Vărar                                       | Vinča - B1, B1-B2                       | 1944       | 46°02′14″N 23°35′05″E / 46.03722°N 23.58472°E | Încărcați imagine | Raportați eroare |
| 1106.04.01 (Cod LMI: AB-I-s-B-00035)    | Situl arheologic de la Limba - "Vărar" / complex anonim (Categorie: locuire civilă) (Tip: vatră)                                                                        | sat Limba, comuna Ciugud              | Vărar                                       | Vinča                                   | 1944       | 46°02′14″N 23°35′05″E / 46.03722°N 23.58472°E | Încărcați imagine | Raportați eroare |
| 1106.05.01                              | Situl arheologic de la Limba - "În coastă" / ansamblu anonim (Categorie: locuire civilă) (Tip: Așezare)                                                                 | sat Limba, comuna Ciugud              | În coastă                                   |                                         |            | 46°04′30″N 23°34′54″E / 46.075°N 23.58167°E   | Încărcați imagine | Raportați eroare |
| 1106.05.02                              | Situl arheologic de la Limba - "În coastă" / ansamblu anonim (Categorie: locuire civilă) (Tip: Așezare)                                                                 | sat Limba, comuna Ciugud              | În coastă                                   | Coțofeni - II                           |            | 46°04′30″N 23°34′54″E / 46.075°N 23.58167°E   | Încărcați imagine | Raportați eroare |
| 1106.03.05                              | Situl arheologic de la Limba - "Șesu Orzii" / ansamblu anonim (Categorie: locuire civilă) (Tip: Așezare)                                                                | sat Limba, comuna Ciugud              | Șesu Orzii                                  | Basarabi                                |            | 46°04′05″N 23°34′23″E / 46.06805°N 23.57306°E | Încărcați imagine | Raportați eroare |
| 1106.03.06                              | Situl arheologic de la Limba - "Șesu Orzii" / ansamblu anonim (Categorie: locuire civilă) (Tip: Așezare)                                                                | sat Limba, comuna Ciugud              | Șesu Orzii                                  |                                         |            | 46°04′05″N 23°34′23″E / 46.06805°N 23.57306°E | Încărcați imagine | Raportați eroare |
| 1106.03.01                              | Situl arheologic de la Limba - "Șesu Orzii" / ansamblu anonim (Categorie: locuire civilă) (Tip: Așezare)                                                                | sat Limba, comuna Ciugud              | Șesu Orzii                                  | Vinča - A - B2                          |            | 46°04′05″N 23°34′23″E / 46.06805°N 23.57306°E | Încărcați imagine | Raportați eroare |
| 1106.03.02                              | Situl arheologic de la Limba - "Șesu Orzii" / ansamblu anonim (Categorie: locuire civilă) (Tip: Așezare)                                                                | sat Limba, comuna Ciugud              | Șesu Orzii                                  | Petrești                                |            | 46°04′05″N 23°34′23″E / 46.06805°N 23.57306°E | Încărcați imagine | Raportați eroare |
| 1106.03.03                              | Situl arheologic de la Limba - "Șesu Orzii" / ansamblu anonim (Categorie: locuire civilă) (Tip: Așezare)                                                                | sat Limba, comuna Ciugud              | Șesu Orzii                                  | Coțofeni                                |            | 46°04′05″N 23°34′23″E / 46.06805°N 23.57306°E | Încărcați imagine | Raportați eroare |
| 1106.03.04                              | Situl arheologic de la Limba - "Șesu Orzii" / ansamblu anonim (Categorie: locuire civilă) (Tip: Așezare)                                                                | sat Limba, comuna Ciugud              | Șesu Orzii                                  | Gáva                                    |            | 46°04′05″N 23°34′23″E / 46.06805°N 23.57306°E | Încărcați imagine | Raportați eroare |
| 1106.02.01                              | Situl arheologic de la Limba - "Bordane" / ansamblu anonim (Categorie: locuire civilă) (Tip: Așezare)                                                                   | sat Limba, comuna Ciugud              | Bordane                                     | Starčevo - Criș                         |            | 46°04′05″N 23°34′23″E / 46.06805°N 23.57306°E | Încărcați imagine | Raportați eroare |
| 1106.02.02                              | Situl arheologic de la Limba - "Bordane" / ansamblu anonim (Categorie: locuire civilă) (Tip: Așezare)                                                                   | sat Limba, comuna Ciugud              | Bordane                                     | Vinča - A - B2                          |            | 46°04′05″N 23°34′23″E / 46.06805°N 23.57306°E | Încărcați imagine | Raportați eroare |
| 1106.02.03                              | Situl arheologic de la Limba - "Bordane" / ansamblu anonim (Categorie: locuire civilă) (Tip: Așezare)                                                                   | sat Limba, comuna Ciugud              | Bordane                                     | Gáva                                    |            | 46°04′05″N 23°34′23″E / 46.06805°N 23.57306°E | Încărcați imagine | Raportați eroare |
| 1106.02.04                              | Situl arheologic de la Limba - "Bordane" / ansamblu anonim (Categorie: locuire civilă) (Tip: Așezare)                                                                   | sat Limba, comuna Ciugud              | Bordane                                     | Basarabi                                |            | 46°04′05″N 23°34′23″E / 46.06805°N 23.57306°E | Încărcați imagine | Raportați eroare |
| 3832.01.01                              | Situl arheologic de la Lupu - "Cimitirul Nou" / ansamblu anonim (Categorie: locuire civilă) (Tip: Așezare)                                                              | sat Lupu, comuna Cergău               | la est de casa nr. 189, punct Cimitirul Nou | Basarabi                                | 1997       | 46°05′51″N 23°58′22″E / 46.0975°N 23.97278°E  | Încărcați imagine | Raportați eroare |
| 3832.01.02                              | Situl arheologic de la Lupu - "Cimitirul Nou" / ansamblu anonim (Categorie: locuire civilă) (Tip: Așezare)                                                              | sat Lupu, comuna Cergău               | la est de casa nr. 189, punct Cimitirul Nou | geto-dacică sec.I î.Chr. - sec.I d.Chr. | 1997       | 46°05′51″N 23°58′22″E / 46.0975°N 23.97278°E  | Încărcați imagine | Raportați eroare |
| 3832.01.03                              | Situl arheologic de la Lupu - "Cimitirul Nou" / ansamblu anonim (Categorie: locuire civilă) (Tip: Așezare)                                                              | sat Lupu, comuna Cergău               | la est de casa nr. 189, punct Cimitirul Nou | sec.VIII-IX                             | 1997       | 46°05′51″N 23°58′22″E / 46.0975°N 23.97278°E  | Încărcați imagine | Raportați eroare |
| 3832.01.04                              | Situl arheologic de la Lupu - "Cimitirul Nou" / ansamblu anonim (Categorie: locuire civilă) (Tip: Așezare)                                                              | sat Lupu, comuna Cergău               | la est de casa nr. 189, punct Cimitirul Nou | geto-dacică sec.IV-III a.Chr.           | 1997       | 46°05′51″N 23°58′22″E / 46.0975°N 23.97278°E  | Încărcați imagine | Raportați eroare |
| 3832.01.05                              | Situl arheologic de la Lupu - "Cimitirul Nou" / ansamblu anonim (Categorie: locuire civilă) (Tip: Așezare)                                                              | sat Lupu, comuna Cergău               | la est de casa nr. 189, punct Cimitirul Nou | Wietenberg                              | 1997       | 46°05′51″N 23°58′22″E / 46.0975°N 23.97278°E  | Încărcați imagine | Raportați eroare |
| 3832.01.06                              | Situl arheologic de la Lupu - "Cimitirul Nou" / ansamblu anonim (Categorie: locuire civilă) (Tip: Așezare)                                                              | sat Lupu, comuna Cergău               | la est de casa nr. 189, punct Cimitirul Nou | Noua                                    | 1997       | 46°05′51″N 23°58′22″E / 46.0975°N 23.97278°E  | Încărcați imagine | Raportați eroare |